# Microcebus bongolavensis
Microcebus bongolavensis — вид лемуровидих приматів.

## Опис
Вони досягають довжини тіла 12-13 см, хвіст від 15 до 17 сантиметрів. Його вага становить 45—63 грам. Коротке, густе хутро в основному червоно-коричневе, черево білувате, в деяких тварин верх голови сірий. Між великими очима є яскрава біла смуга.

## Середовище проживання
Відомий тільки з трьох невеликих лісових фрагментів в районі Порт-Берже, в північно-західному Мадагаскарі. Цей вид живе в густих незайманих лісових фрагментах в гірських районах.

## Звички
Імовірно, вони, як і всі Microcebus нічні й деревні, рухаються рачки або стрибками, всеїдні (головним чином споживають фрукти і комах).

## Загрози та охорона
Цей вид знаходиться під загрозою вирубки лісу в його вже обмеженому ареалі через нестійкі методи ведення сільського господарства, лісозаготівлю й полювання. Не відомо, чи живе в будь-яких охоронних територіях, але знаходиться в англ. Ambodimahabibo Classified Forest і може бути присутнім в англ. Bongolava Classified Forest. Цей вид не утримується в неволі.